# Pseudomassilina
Pseudomassilina es un género de foraminífero bentónico de la subfamilia Miliolinellinae, de la familia Hauerinidae, de la superfamilia Milioloidea, del suborden Miliolina y del orden Miliolida. Su especie tipo es Massilina australis. Su rango cronoestratigráfico abarca el Holoceno.

## Clasificación
Pseudomassilina incluye a las siguientes especies:
- Pseudomassilina australis
- Pseudomassilina bogdanowiczi
- Pseudomassilina corrugata
- Pseudomassilina macilenta
- Pseudomassilina medioelata
- Pseudomassilina oblonga
- Pseudomassilina pacificiensis
- Pseudomassilina reticulata
- Pseudomassilina robusta